# William Maurice Ewing
William Maurice « Doc » Ewing (12 mai 1906-4 mai 1974) est un géophysicien et océanographe américain.

## Biographie
Ewing naît à Lockney au Texas, l'aîné de sept enfants. Il étudie à l'université Rice, obtient son B.A. en 1926, son master en 1927 et son doctorat en 1931. Il se marie une première fois en 1928.

## Recherches
Ewing fait partie de la génération de géologue pendant laquelle la transition entre l'école de géologie considérant la surface de la Terre comme fixe et immobile à quelques détails près et l'école moderne a eu lieu. La caricature du géologue académique est « un professeur âgé marmonnant un interminable catalogue de fossiles communs du Carbonifère, déplaçant occasionnellement un nuage de poussière... ». Alfred Wegener a proposé en 1915 sa théorie de la dérive des continents mais a échoué à fournir une cause plausible de cette dérive provoquant son rejet par une bonne partie de la communauté scientifique. Les géologues considèrent implicitement les fonds marins comme ayant une nature identique à celle des continents, 70 % de la surface terrestre reste donc inconnue.
Dans les années 1930 Ewing commence à expérimenter en provoquant des explosions et en analysant la réflexion des ondes sismiques, de telles techniques avaient commencé à être utilisées par les compagnies pétrolières peu avant. Deux géologues, Richard Field et William Bowie, lui demande d'adapter sa technique à l'étude des fonds marins. Les premières années d'essais sont peu fructueuses, le manque de moyen dû à la Grande Dépression, Ewing n'a accès à un bateau que deux semaines par an, et les difficultés techniques rencontrés, rendent les progrès difficiles.
Durant la Seconde Guerre mondiale, l'armée montre de l'intérêt pour ses recherches, l'étude de la propagation des ondes sonores dans l'eau est utile à l'effort de guerre. Ewing découvre l'existence du canal SOFAR pendant cette période, une couche d'eau où la vitesse de propagation du son est minimum créant l'équivalent d'un guide d'ondes acoustiques.
En 1947 il commence à travailler à l'université Columbia. Ewing s'entoure d'une équipe de recherche multidisciplinaire, entre autres, J. Lamar Worzel (en), spécialiste en gravitométrie et Frank Press, sismologue. Ewing obtient pendant deux mois l'utilisation du navire océanographique de recherche l'Atlantis. Pendant ses deux mois, lui et son équipe, collectent autant de données que possible. Ils utilisent des caméras sous-marines, collectent des échantillons du plancher sous-marin, utilisent des hydrophones pour capter la réflexion du son généré par des explosions. Une caractéristique des fonds de l'Atlantique était déjà connu depuis le XIXe siècle, au milieu de cet océan une large mais vague élévation du plancher avait été détecté par des sondages. La théorie prévalent à l'époque veut que les fonds marins soient relativement uniforme, une simple accumulation de sédiments dont l'âge augmente avec la profondeur. Cette théorie s'effondre pendant l'examen des données, David Ericson montre que des sédiments modernes se retrouvent accumulés directement au-dessus de fossiles vieux de 40 millions d'années. La topographie est aussi surprenante, de grandes plaines extrêmement plates entourent une longue dorsale jusque-là seulement vaguement suspectée. Cette dorsale est composée de roche d'origine volcanique récente. L'épaisseur de la croûte océanique est aussi bien plus faible que la croûte continentale, environ 5 km au lieu des plus de trente attendus. Les phénomènes géologiques connus ne peuvent expliquer ces données.
Les questions posées par ses données permettent à Ewing d'obtenir des fonds pour fonder en 1949 le Lamont Geological Observatory, de nos jours le Lamont-Doherty Earth Observatory, dont il devient le premier directeur. Il obtient aussi un bateau destiné à la recherche océanographie, le Vema. Ewing impose un rythme de travail élevé, le Vema est en mer 320 jours par an pendant lesquelles sont collectées des données magnétiques, gravitiques, sismologiques et topographiques sur l'ensemble des océans du monde. L'analyse des données révèle que la dorsale océanique de l'Atlantique se poursuit à travers les autres océans sur plusieurs dizaines de milliers de kilomètres. La superposition avec une carte des tremblements de terre montre une superposition très nette des épicentres avec les dorsales.
Le premier succès de ces collectes de données permet d'expliquer la distribution de sédiment moderne sur des sédiments beaucoup plus anciens par la découverte des courants de turbidités. Ces courants violents et fortement chargés de sédiments sont créés par des glissements de terrain du fond marin, incliné le long des cotes, provoqués par un tremblement de terre sous-marin. En particulier, l'équipe d'Ewing pointe ces courants comme responsable de la rupture d'une douzaine de câbles télégraphiques en 1929. Il est fait membre étranger de la Royal Society en 1972.
Les échantillons montrent aussi que le champ magnétique terrestre s'est inversé plusieurs fois dans le passé. En 2007 les causes exactes en sont encore mal connues.
Ewing travaille aussi dans le domaine de la sismologie, au début des années 1950 il met au point avec Frank Press un sismographe qui prend en compte un type d'onde sismique plus ou moins ignoré par les géologues. Les ondes de surfaces sont générés par des tremblements de terre ou par des explosions nucléaires souterraines. Un réseau de détection composé de 125 stations d'observations est installé en 1957 et 1958. Ce réseau sera utilisé entre autres pour détecter les essais nucléaires soviétiques puis plus tard pour vérifier l'application du traité d'interdiction des essais nucléaires. Dans les années 1960, Ewing travaille sur la sismologie lunaire.
Durant sa carrière il publie ou est coauteur de plus des 340 articles ainsi que du livre Elastic Waves in Layered Media avec Frank Press et Wenceslas Jardetzky.

## Distinctions et récompenses
- Médaille Penrose en 1974 à titre posthume
- Médaille H. Bucher en 1974
- Robert Earl McConnell Award en 1973
- National Medal of Science en 1973
- Médaille Vega
- Médaille Wollaston en 1969
- Médaille d'or de la Royal Astronomical Society en 1964
- Membre de Académie nationale des sciences des États-Unis
- Membre de l'Académie américaine des arts et des sciences
- Membre de la Société américaine de philosophie
- Sidney Powers Memorial en 1968
- Membre étranger de la Société géologique de Londres en 1964
- Médaille John J. Carty en 1963
- Médaille William-Bowie en 1957
- Distinguished Public Service Award en 1955
- Médaille Arthur L. Day en 1949
- Guggenheim Fellow en 1938, 1953 et 1955
- Awarded eleven honorary degrees.
- La médaille Maurice-Ewing (en) de la Society of Exploration Geophysicists (en) et de l'Union américaine de géophysique porte son nom
- Dorsa Ewing (en) un dorsum sur la Lune.

## Sources et références
- (en) Maurice Ewing et le Lamont-Doherty Earth Observatory

1. 1 2  (en) H.E. LeGrand Drifting Continents and Shifting Theories: The Modern Revolution in Geology and Scientific Change
2. ↑  (en) Henry R. Frankel, The Continental Drift Controversy, Cambridge University Press, 2012, p. 93-96
3. ↑  (en) Tsunami de Grand Banks en 1929